# Licania costaricensis
Licania costaricensis là một loài thực vật có hoa trong họ Cám. Loài này được Standl. & Steyerm. mô tả khoa học đầu tiên năm 1940.